# 愛媛県道184号和気衣山線

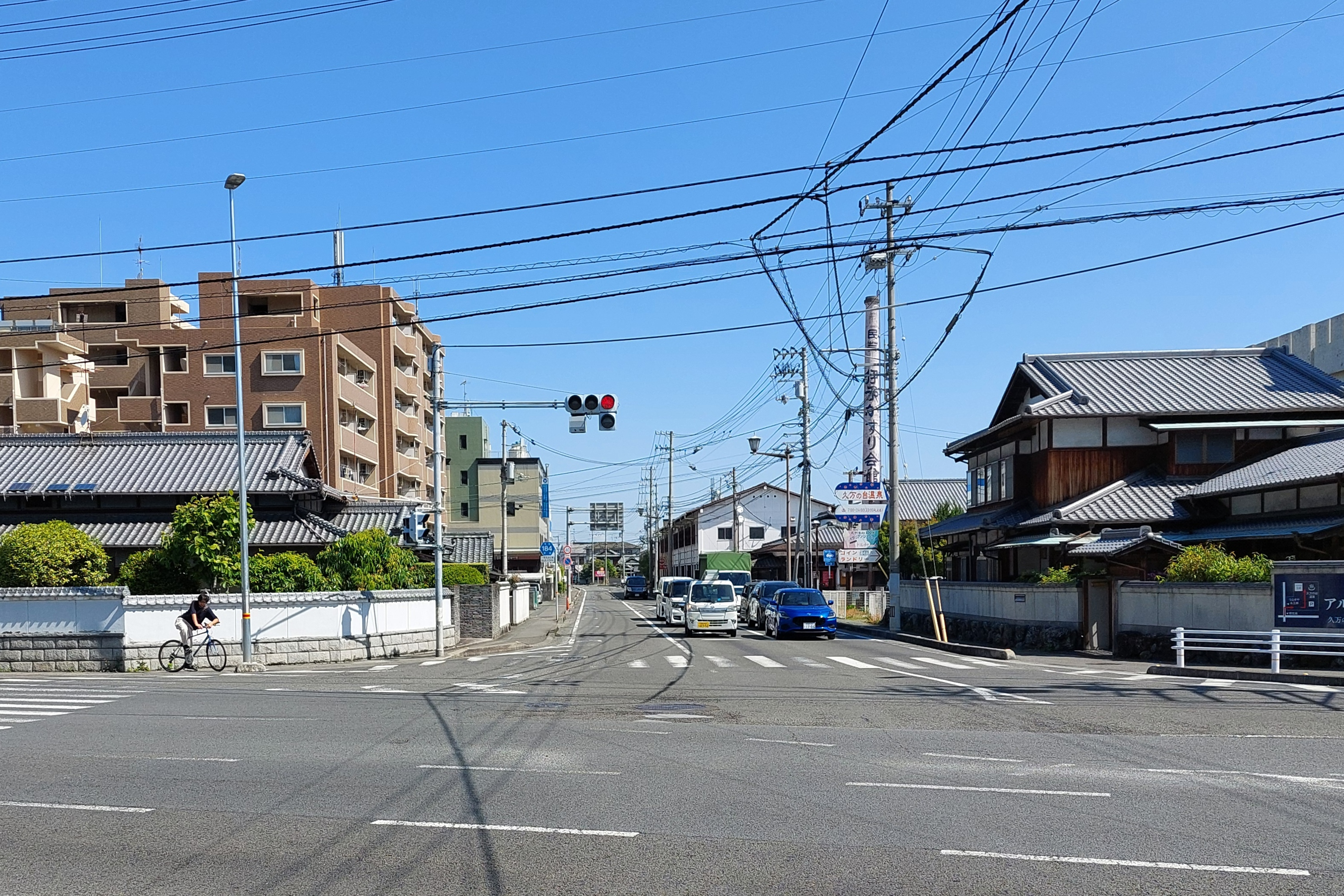
久万ノ台交差点

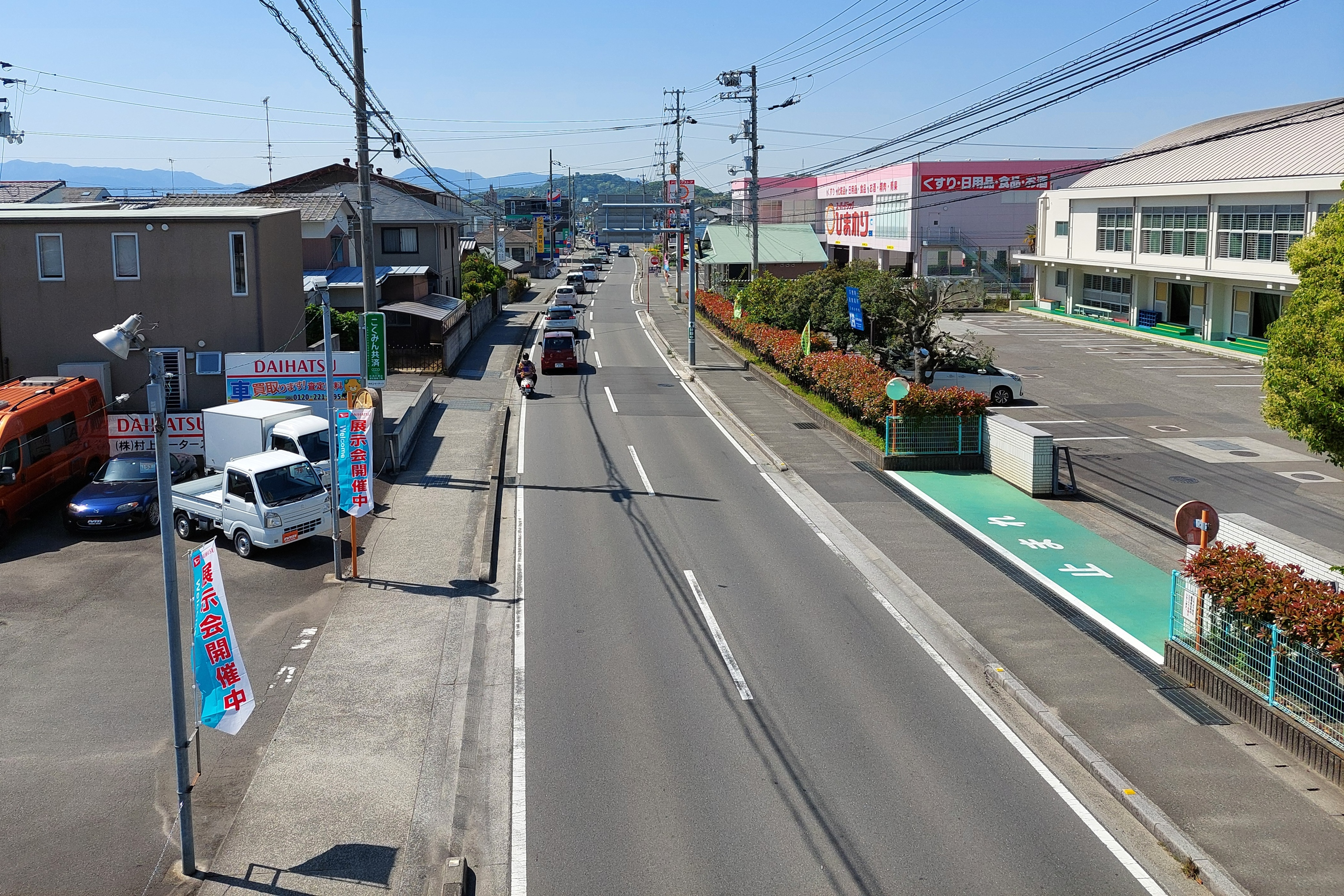
松山市立久枝小学校付近

愛媛県道184号和気衣山線（えひめけんどう184ごう わけきぬやません）は、愛媛県松山市を南北に走る一般県道である。

## 概要

### 路線データ
- 総延長：4.7 km
- 起点：松山市和気町1丁目（愛媛県道39号松山港内宮線交点）
- 終点：松山市衣山1丁目（衣山交差点）

## 歴史
- 1958年（昭和33年）6月27日 - 愛媛県告示第566号により、和気衣山線として県道に認定される（整理番号74番）[1]。
- 1972年（昭和47年）3月16日 - 愛媛県が愛媛県道184号和気衣山線として認定。

## 地理

### 通過する自治体
- 松山市

### 交差する道路
- 国道437号
- 愛媛県道19号松山港線
- 愛媛県道39号松山港内宮線
- 愛媛県道40号松山東部環状線
- 愛媛県道183号辰巳伊予和気停車場線

### 重複区間
- 愛媛県道183号辰巳伊予和気停車場線（松山市和気町1丁目～松山市和気町1丁目）

### 交差する鉄道
- JR四国 予讃線
- 伊予鉄道 高浜線

### 沿線
- 四国八十八箇所第53番札所圓明寺
- JR四国予讃線 伊予和気駅
- 松山市立久枝小学校
- 西長戸簡易郵便局
- 松山市立みどり小学校
- 愛媛県立松山西中等教育学校
- 伊予かすり会館
- 久万の台温泉
- 松山衣山町郵便局
- 伊予鉄道高浜線 衣山駅